# Greatest Hits: God's Favorite Band
| Recensione | Giudizio |
| ---------- | -------- |
| AllMusic   |          |

Greatest Hits: God's Favorite Band è un album raccolta del gruppo musicale statunitense Green Day, pubblicato nel 2017.
È la seconda raccolta greatest hits del gruppo dopo International Superhits! (2001) e contiene venti dei maggiori successi della band, con in più due singoli inediti: una nuova versione del brano Ordinary World (contenuto in Revolution Radio) con la collaborazione della cantante country Miranda Lambert e la traccia inedita Back in the USA.

## Tracce
1. 2000 Light Years Away – 2:25
2. Longview – 3:56
3. Welcome to Paradise – 3:45
4. Basket Case – 3:02
5. When I Come Around – 2:59
6. She – 2:15
7. Brain Stew – 3:14
8. Hitchin' a Ride – 2:52
9. Good Riddance (Time of Your Life) – 2:30
10. Minority – 2:49
11. Warning – 3:43
12. American Idiot – 2:56
13. Holiday – 3:52
14. Boulevard of Broken Dreams – 4:22
15. Wake Me Up When September Ends – 4:45
16. Know Your Enemy – 3:11
17. 21 Guns – 5:24
18. Oh Love – 5:04
19. Bang Bang – 3:26
20. Still Breathing – 3:45
21. Ordinary World (feat. Miranda Lambert) – 3:01
22. Back in the USA – 2:36

## Formazione
- Billie Joe Armstrong – chitarra, voce
- Mike Dirnt – basso
- Tré Cool – batteria
- Jason White - chitarra

Altri musicisti
- Miranda Lambert – voce in Ordinary World

## Classifiche
| Classifica (2017)          | Posizione massima |
| -------------------------- | ----------------- |
| Australia                  | 16                |
| Austria                    | 30                |
| Belgio (Fiandre)           | 53                |
| Belgio (Vallonia)          | 53                |
| Canada                     | 37                |
| Germania                   | 36                |
| Giappone                   | 22                |
| Irlanda                    | 17                |
| Italia                     | 25                |
| Nuova Zelanda              | 21                |
| Paesi Bassi                | 77                |
| Regno Unito                | 22                |
| Regno Unito (rock & metal) | 2                 |
| Repubblica Ceca            | 28                |
| Spagna                     | 32                |
| Stati Uniti                | 39                |
| Stati Uniti (alternative)  | 3                 |
| Stati Uniti (rock)         | 5                 |
| Svizzera                   | 44                |
| Ungheria                   | 22                |